# Daniel Popper
Daniel Magnes Popper (Oakland, Califórnia, 17 de agosto de 1913 – 9 de setembro de 1999) foi um astrofísico estadunidense.
Estudou na Universidade da Califórnia em Berkeley, onde obteve um Ph.D em 1938. Foi para a Universidade da Califórnia em Los Angeles (UCLA) em 1947, tornando-se full professor em 1955. Trabalhou na UCLA até aposentar-se em 1978. Popper morreu em 1999.